# Николо дел Абате
Николо дел Абате (итал. Niccolo dell' Abbate; Модена, Италија, 1509/1512 — Фонтенбло, Француска, 1571), познат као Николо дел'Абате (итал. Nicolò dell'Abbate) и Николо Абати (итал. Niccolo Abati), био је италијански маниристички сликар. 
Николо је био најистакнутији члан  породице сликара манириста која је деловала у 16. и у првој половини 17. века. Учио је сликање од свог оца Ђованија и радио код вајара Антонија Бегарелија. Прво је радио као сликар у Модени и Болоњи да би затим прешао у Француску.  
Од 1552. године радио је у Француској, где је заједно са Франческом Приматичом био вођа прве фонтенблоовске школе из које се по Француској проширила уметност ренесансе. Абате је био под стилским утицајем Мантењиног илузионизма, али и Коређа. Још је значајнији био његов карактеристично маниристички третман пејзажа, као у Отмици Прозерпине. У његовом делу приметне су сличности са Досо Досијем, као и са Јоахимом Патениром и антверпенском школом. Он је лично увео маниризам у француско пејзажно сликарство. Његова главна слика је Прича о Аристају. 
Николо дел Абате је радио је портрете, слике са митолошким и историјским темама, нацрте за таписерије, украсе у емајлу и за предмете примењене уметности, делимично уз помоћ свог сина Ђулија дел Абате. Ђулијев син Ерколе дел Абате, који је умро у Модени, радио је у том граду фреске са митолошким и слике са сакралним темама. 

## Галерија
- Беба Мојсије на води (Лувр, 1560)
- Отмица Прозерпине, Лувр
- Орфеј и Еуридика, Национална галерија, Лондон